# Abel (película)
Abel es una película mexicana, de 2010 dirigida por Diego Luna. Protagonizada por Christopher Ruiz-Esparza como el entrañable Abel, junto a Karina Gidi y José María Yazpik como los coprotagonistas. Su estreno en México tuvo lugar el 28 de mayo de 2010.

## Sinopsis
Abel, es un niño de nueve años internado en un hospital psiquiátrico a causa de una posible psicosis infantil y un agudo mutismo selectivo. Cecilia, su madre soltera, está segura de que lo mejor para su hijo es regresar a casa con el resto de la familia. Convence al doctor para que deje salir a Abel por una semana, tiempo en el que intentará probar que no es necesario transferirlo a un hospital infantil en la Ciudad de México. Con su padre ausente, Abel se convierte una figura paternal poco convencional que, de una u otra manera, consigue unir a su familia pero esto no es posible puesto que el padre después de dos largos años de ausencia supuestamente regresa de Estados Unidos.

## Reparto
- Christopher Ruiz-Esparza como Abel: un niño con problemas de conducta que, tras una hospitalización, regresa a la familia asumiendo el papel del padre ausente y comienza a mandar en su casa.
- Karina Gidi como Cecilia "Cecy": la mamá de Abel
- José María Yazpik como Anselmo: padre de Abel que abandona a su esposa e hijos.
- Geraldine Galván como Selene: la hermana de Abel una rebelde adolescente de quince años.
- Gerardo Ruiz-Esparza como Paúl: el hermano menor de Abel
- Carlos Aragón como Fili: médico de Abel, conocido de Cecilia y amigo de Anselmo.

## Recepción
La película formó parte en enero del Festival de Sundance, en dónde se proyectó por primera vez a la crítica, después formó parte de la Selección Oficial del Festival de Cannes. Recibió buenas críticas de los medios franceses, elogiando el trabajo como director e incluso comparándolo con Michel Gondry y Wes Anderson.
A su estreno en México, la película debutó con 63 copias y rompió récord de taquilla al tratarse de una película con menos de 65 copias y vender más de tres millones de pesos en su primer fin de semana. El anterior récord lo sostenía Shakespeare in Love de John Madden. Lo anterior derivó en la producción de más copias para México.
John Malkovich, quién fue uno de los productores ejecutivos, dijo sentirse muy contento de la gran aceptación y éxito que gozó la película.

## Producción

### Filmación
Todos los exteriores de la filmación de la película Abel se llevaron a cabo en la Ciudad de Aguascalientes y todos los interiores de la casa en un foro en la Ciudad de México.

## Comentarios
Este filme ocupa el lugar 88 dentro de la lista de las 100 mejores películas del mexicanas, según la opinión de 27 críticos y especialistas del cine en México, publicada por el portal Sector Cine en junio de 2020.